# Bandeira da Polinésia Francesa
A bandeira da Polinésia Francesa, adotada em 20 de novembro de 1984, é um dos símbolos oficiais dessa coletividade de ultramar francesa.

## História

### Reino do Taiti
Embora o Reino do Taiti seja mais antigo, a primeira bandeira foi adotada em 1822, no reinado de Pōmare III (7 de dezembro de 1821 - 8 de janeiro de 1827).

Bandeira do Reino do taiti, 1822-1829
Variante da bandeira do Reino do taiti, 1822-1829
Reino do Taiti, 1829–1842
Bandeira pessoal de Pōmare V, o último rei do Taiti

### Protetorado do Taiti

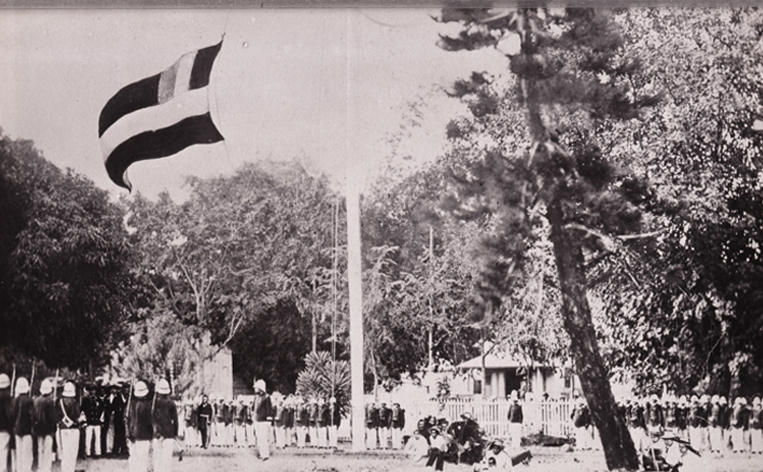
Abaixamento da bandeira do protetorado do Taiti pelo governador Lacascade e príncipe Hinoi, 1881

Após a Grande Migração Polinésia, exploradores europeus visitaram as ilhas da Polinésia Francesa em várias ocasiões. Comerciantes e baleeiros também passaram pela ilhas. Em 1842, os franceses ocuparam a região insular e estabeleceram um protetorado, ao qual chamaram Estabelecimentos dos Franceses na Oceania

protetorado do taiti, 1842-1843
Protetorado das Ilhas da Sociedade Francesa, 1845–1880
1880-1958
1958-1975
1975-1984

### Bandeira atual

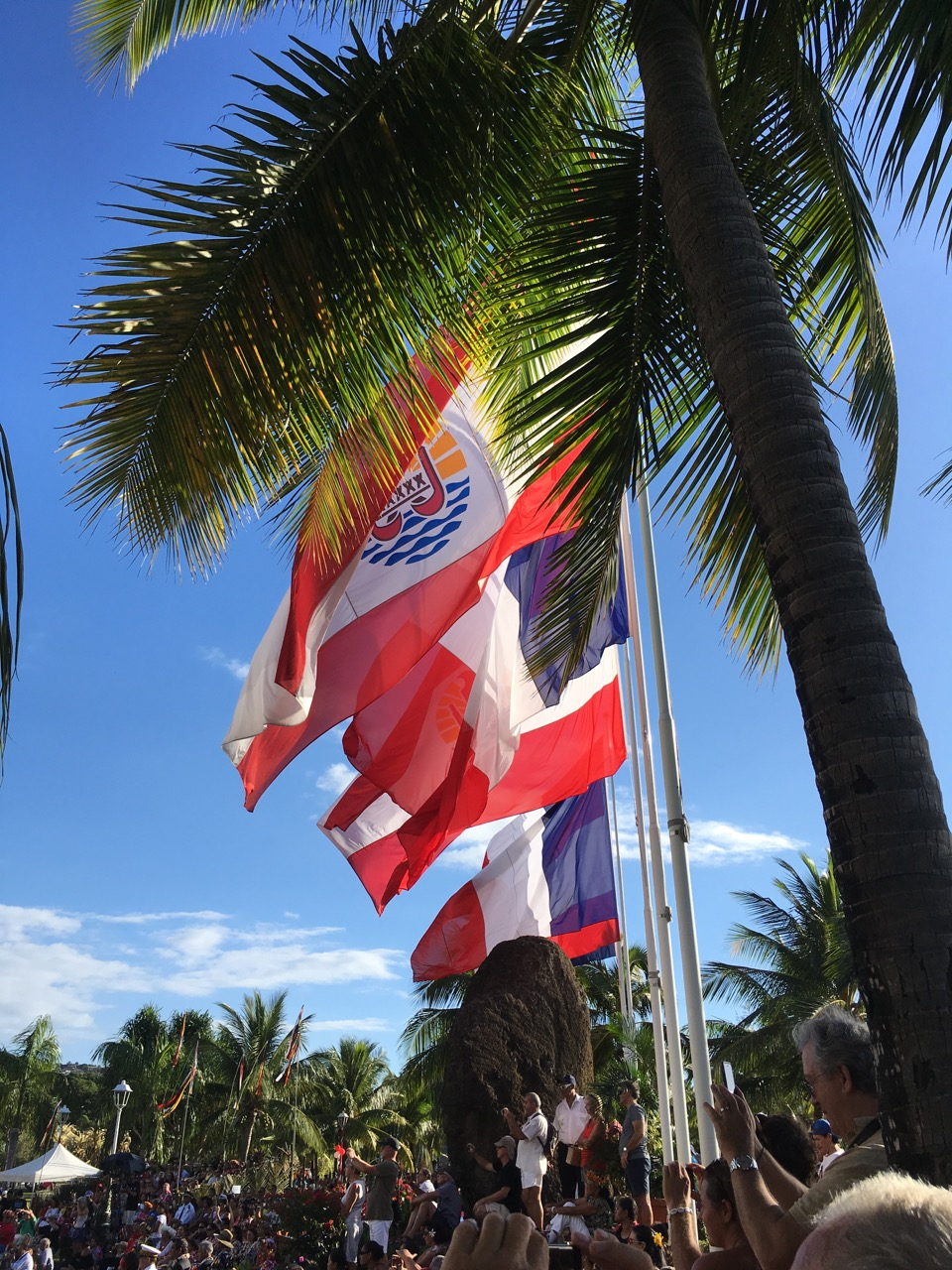
Bandeiras da Polinésia e da França hastadas

A bandeira atual foi apresentada à Assembléia da Polinésia Francesa em 20 de novembro de 1984 com os seguintes termos termos: "Para a Polinésia, esta bandeira simbolizará, finalmente e acima de tudo, para as próximas gerações, o espírito de liberdade, responsabilidade e iniciativa de um povo voltado para o futuro e vinculado, pelos valores tradicionais, dignidade e realização."
A assembléia aprovou por meio da deliberação número 84-1030 AT, em sua sessão de 23 de novembro de 1984, em aplicação da lei no 84-820, de 6 de setembro de 1984, relativa ao estatuto do território da Polinésia Francesa.
Seu uso é oficialmente regulamentado por decreto de 4 de dezembro de 1985.

## Características

Brasão de armas da Polinésia Francesa

Seu desenho consiste em um retângulo na proporção largura-comprimento 2:3 dividido horizontalmente em três faixas nas proporções 1:2:1 nas cores vermelho-branco-vermelho.
No meio da faixa central há o Brasão da Polinésia Francesa, um disco de proporção 86:200 em relação à altura total. Esse disco é constiuído por cinco faixas horizontais onduladas azuis na metade inferior e dez faixas radiais douradas na parte superior e um desenho estilizado de uma canoa polinésia de contornos marrons e interiores vermelhos. A canoa tem uma tripulação de cinco cinco estrelas.
As cores pantone são vermelho, amarelo-ouro 123C, azul 280C, marrom 181C e o vermelho "red warm C".
| Cor | Sistema Pantone       | CMYK        | RGB           | Hex     |
| --- | --------------------- | ----------- | ------------- | ------- |
|     | Amarelo 123C          | 0.16.89.0   | 255, 199, 44  | #FFC72C |
|     | Branco                | 0.0.0.0     | 255, 255, 255 | #FFFFFF |
|     | Azul 280C             | 100.85.0.39 | 1.33.105      | #012169 |
|     | Marrom 181            | 6.87.71.47  | 129, 49, 47   | #81312F |
|     | Vermelho "red warm" C | 0.83.81.0   | 249, 66, 58   | #F9423A |

## Simbolismo
A canoa polinésia, chamada Piragua representa a cultura local. Os raios dourados representam o sol e a luz da região tropical e as ondulações representam as "ricas águas" do oceano pacífico, local de onde a população obtém sua subsistência.
Os cinco asteriscos representam os cinco arquipélagos constituintes do país: Ilhas Austrais, Sociedade, Tuamotu, Gambier e Marquesas.

## Usos
A bandeira da Polinésia Francesa é permanentemente hasteada sobre instituições locais, como a Assembléia e a Presidência. Também tremula em certos edifícios públicos durante cerimônias oficiais. De acordo com a lei descrita na Constituição francesa que rege a coletividade no exterior, a bandeira será hasteada ao lado da Bandeira da França, em vez de embaixo dela, como era habitual antes de 1984.

## Bandeiras dos arquipélagos componentes

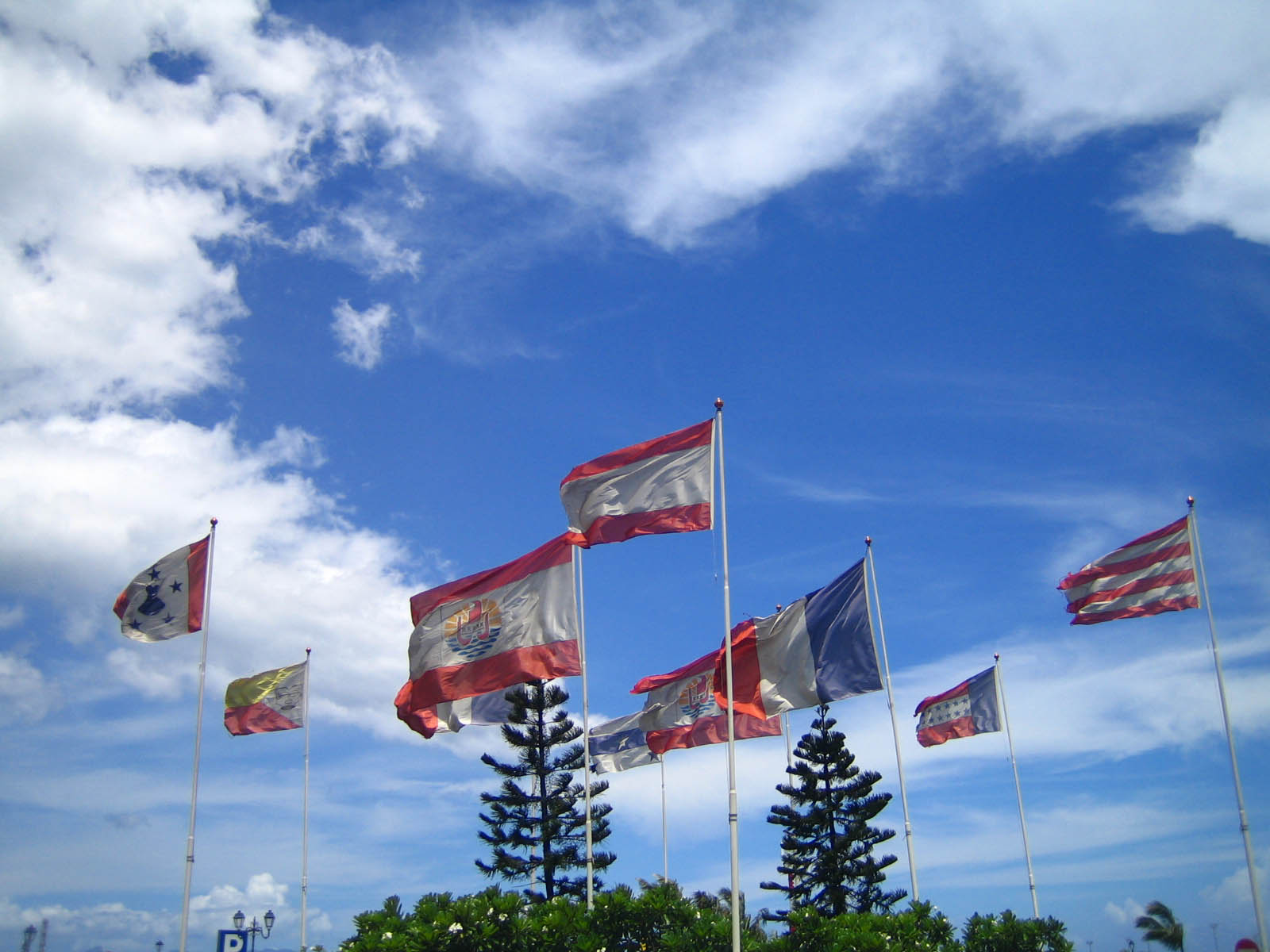
Bandeiras da França, Polinésia Francesa e dos arquipélagos constituintes hastadas em Papeete

Arquipélago de Tuamotu
Ilhas Austrais
Ilhas Gambier
Ilhas Marquesas
Arquipélago da Sociedade

### Bandeiras das ilhas da sociedade

#### Ilhas Leeward

Ilha Bora Bora
Ilha Raiatea
Ilha Huahine

#### Ilhas Barlavento

Ilha Taiti
Ilha Moorea-Maiao